# IC 2497
IC 2497 est une galaxie active située dans la constellation du Petit Lion. Elle est formée d'une galaxie spirale massive en train de fusionner avec une galaxie naine. Elle est proche de la structure nommée l'Objet de Hanny (Hanny's voorwerp).
Sa nature n'est toujours pas confirmée par la base de données Simbad de l'Université de Strasbourg.